# Мост СНП
Мост СНП (енгл. Most SNP), другачије назван Мост словачког националног устанака (енгл. Bridge of the Slovak National Uprising), обично је називан и Нови мост (енгл. New Bridge) од 1993. до 2012, путни је мост преко Дунава у Братислави, Словачка. Најдужи је мост на свету.
Укупне дужине је 430,8 m (1.413 ft), ширине 21 m (69 ft) и тежине 537 t (592 short tons). Његова челична конструкција садржи каблове који су на страни Петржалке спојени на два стуба. Садржи аутопут са четири траке и траке за бицикле и пешаке.

## Историја
Од изградње 1972. звао се Мост СНП (Мост словачког националног устанака), иако се локално називао Нови мост. Године 1993. градско веће Братислава његово име је променило у Нови мост да би ујединио службено име са оним који људи користе, јер је он био други мост изграђен преко Дунава, у граду. Међутим, изграђена су још три моста од његовог отварања, а 29. марта 2012. године чланови градског већа Братиславе гласали су за иницијативу градоначелника Старог Места, Тане Росове, да се име моста врати на првобитно (Мост СНП), што се и десило 29. августа 2012, на 68. годишњицу словачког националног устанака.
Мост је изграђен између 1967. и 1972, у оквиру пројекта којим су управљали Тесар, Лако и Сламен. Свечано је отворен 26. августа 1972. године, као други мост преко Дунава у Братислави. Значајан део Старог Места, који је обухватао готово цео јеврејски крај, срушен је како би се направио мост који је водио до њега; са друге стране, мост је побољшао приступ између Петржалке и осталих градова.

## Ресторан и видиковац
Посебна атракција је летећи тањир, конструисан на врху моста 84,6 m (278 ft), на коме се налази видиковац и ресторан, који се од 2005. године назива НЛО (претходно, Бистрица). Ресторан послужује традиционалну словачку и интернационалну храну, описујући је као медитеранску. Награду Ресторан године добио је 2011.
И ресторан и видиковац пружају панорамски поглед на Братиславу. До њих се долази помоћу лифтова, којима се приступа са пешачких и бициклистичких стаза са обе стране моста. Превоз лифтовима обично кошта 7,40 евра од новембра 2017, али та се цена одузима са рачуна гостима ресторана.

## Галерија
- НЛО
- Летећи тањир
- Замак Братислава и катедрала Светог Мартина, поглед са моста
- Унутрашњост ресторана
- Унутрашњост ресторана
- Панорамски поглед на мост ноћу